# Yungas
Yungas o yunga son regiones o ecorregiones de bosque andino y selva de montaña a lo largo del flanco oriental de los Andes centrales. Constituye una ecorregión global, se localiza desde el norte del Perú, atraviesa Bolivia y llega hasta el norte de Argentina, y se caracteriza por ser una región biogeográfica longitudinal de bosque de montaña, nuboso, lluvioso y tropical. Si se amplía la definición para incluir al bosque andino del norte, se puede afirmar que la región se extiende hasta Colombia y Venezuela. Hay amplitud de conceptos, pero por lo general se considera desde una altitud de 300 o 600 m s. n. m. hasta los 3000 o 3800 m s. n. m. En las partes bajas se caracteriza por tener una vegetación de bosque denso, húmedo y perennifolio que rivaliza en biodiversidad con la selva tropical amazónica, pero en las partes altas la selva cede paso a la serranía de bosque caducifolio, también llamado bosque enano, donde predominan los arbustos y pastizales.

El clima por lo general es muy lluvioso, nuboso y cálido, pero a mayores altitudes o latitudes las temperaturas son más extremas entre el calor y frío, y las lluvias son estacionales con una temporada seca y una lluviosa. Presentan un relieve típico de montaña, en el que predominan las pendientes desde muy pronunciadas a leves, y en donde hay áreas de abrupta topografía, que por lo general “acompañan” los cauces de ríos y quebradas, áreas de pequeños microvalles rodeados de serranías, muchas veces ocupadas por campesinos.

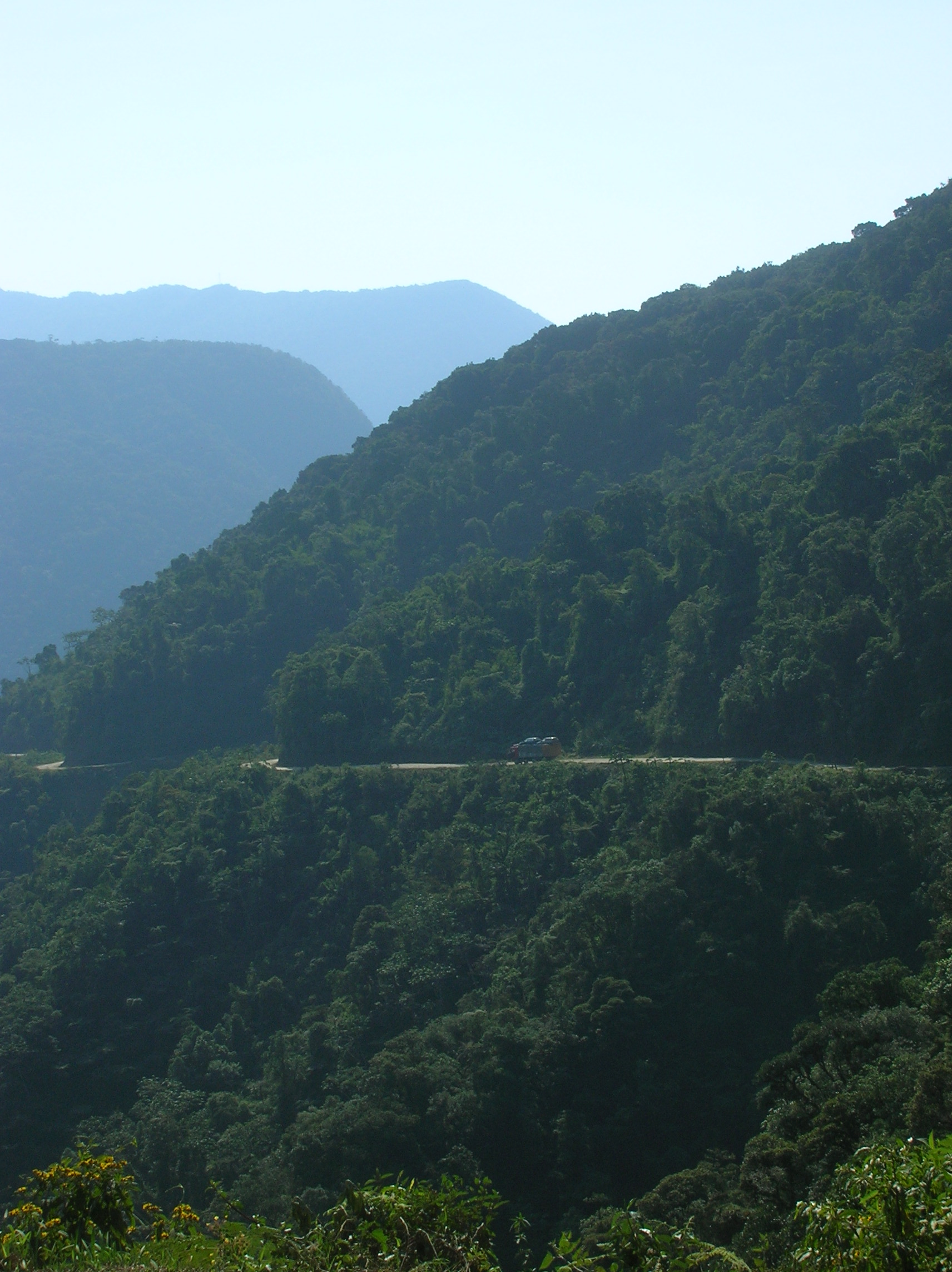
Carretera cruzando Los Yungas en Bolivia.

El bioma de yungas es fundamental para el equilibrio ecológico de gran parte de Sudamérica, ya que por una parte sus selvas sirven de "corredor" latitudinal para el flujo de especies animales y por otra parte las mismas densas florestas sirven para retener enormes cantidades de agua que luego, desde las mismas yungas, en forma de caudales fluviales, irrigan y fertilizan enormes extensiones continentales; baste tener en cuenta que la Cuenca Amazónica y la Cuenca del Plata reciben la mayor parte de sus caudales constantes a partir de la zona de yungas.
Para el WWF, los bosques andinos se agrupan en dos ecorregiones globales:
- Yungas de los Andes centrales, que agrupa a las Yungas de Perú, Bolivia y Argentina.
- Bosques montanos de los Andes del norte, que agrupa a los bosques andinos de Colombia, Venezuela, Ecuador y una pequeña parte del Perú.

Estas 2 ecorregiones globales no tienen continuidad, ya que la ecorregión del Bosque seco del Marañón en el Perú las separa.

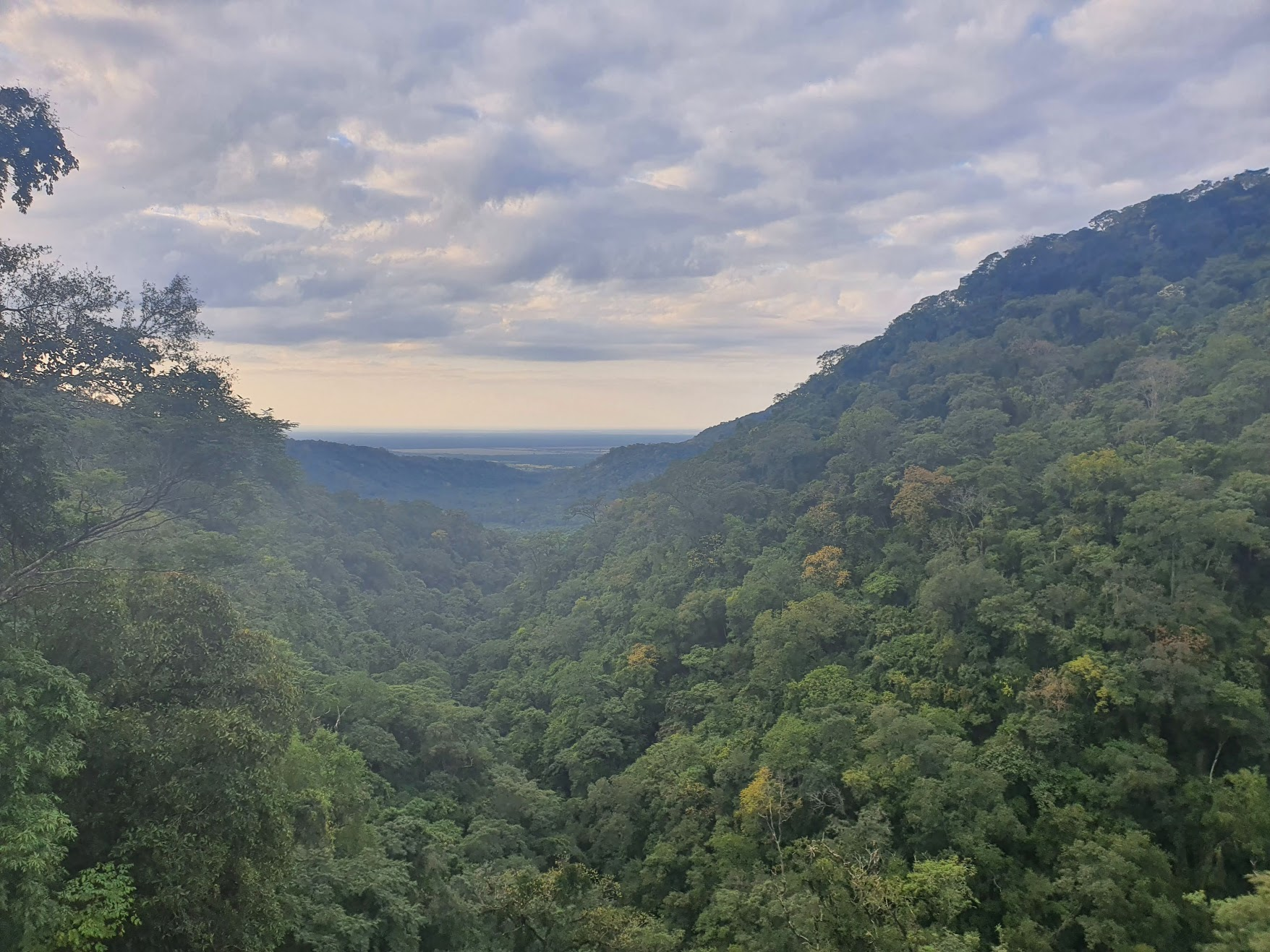
Vista de las Sierras de San Antonio, camino a Acambuco, Argentina

## Etimología y sinonimia
Se cree que el vocablo yunga o yunca tiene su origen en el quechua yunka, y significaba 'valle cálido'. Así llamaban los incas a la región y así la conocieron los españoles a su llegada al Perú, quienes utilizaron la palabra yunga para nombrar tanto a los hombres que habitaban el norte del Perú como al idioma que estos hablaban. El yuncachu era el poblador de los valles cálidos, generalmente fruticultor.[cita requerida]
De acuerdo con la Real Academia Española, el término proviene del quechua yunka y propone tres posibilidades para este vocablo. En el Perú se denomina así a los valles cálidos que hay a un lado y otro de los Andes. También se lo utiliza para nombrar a los naturales de estos valles cálidos. Por último, puede referir al idioma yunga, antigua lengua del norte y centro de la costa peruana. 
Por otro lado, crónicas de la colonización española relatan que los pobladores del Cuzco llamaban yunka a los habitantes del oriente de los Andes, especialmente de la provincia incaica del Antisuyo y que por consiguiente los españoles llamaron indios yuncas. Estos habitaban una región de clima muy caliente, con mucha humedad tanto en el aire como en los suelos y criaban cuyes y pavos. Los quechuahablantes también llamaban anti a la región de las yungas argentinas en los confines del Imperio incaico.
Cuando se hace referencia a la Selva de montaña en Bolivia se habla de los yungas, en tanto en Argentina se las menciona como las yungas. En Perú se usan términos como yunga, yungas, selva alta o montaña. En Ecuador se denomina alta Amazonía; y en Colombia y Venezuela se le llama bosque andino o bosque de niebla.

## Clima
Las Yungas son de clima lluvioso tropical, con una precipitación anual acumulada promedio de entre 1000 y 3000 mm, siendo la época de mayor precipitación pluvial entre los meses de diciembre – marzo, mientras que julio y septiembre son los meses de menor precipitación. También es muy importante la neblina o lluvia horizontal y de ahí su nombre de nuboselva con la que se denominan a las Yungas. Las condiciones pueden ser muy variables pues dependen de la altitud, latitud, relieve, humedad y temperatura. Se considera una temperatura media de 20 °C.
De clima agradable o primaveral, la región Yunga es una zona eminentemente frutícola, en donde predomina el cultivo del pacay, la guayaba, el pepino, la chirimoya, los manzanos, etcétera. No es una región muy poblada, ya que el relieve es muy abrupto y la mayor parte de su población vive en los estrechos valles. El clima da lugar al desarrollo de frondosos bosques que ocupan grandes extensiones de la zona subandina.

## Yungas de los Andes centrales
El WWF define a las Yungas de los Andes centrales como una ecorregión global que agrupa a los ecosistemas de bosque montano de los Andes centrales, desde el sur del Departamento de Amazonas, en Perú, pasando por Bolivia y hasta la Provincia de Catamarca (Argentina). Si uno observa una fotografía satelital, notará que esta región no es sino una delgada franja a modo de una larga ceja, que delimita el oriente de la Cordillera de los Andes, mostrando que las yungas son la región con la tonalidad más oscura de todo Sudamérica, debido a su densa vegetación y relieve abrupto.
Se divide en tres ecorregiones terrestres:
- Yungas peruanas: Entre la Selva amazónica y los Andes peruanos.
- Yungas bolivianas: Entre la Selva amazónica y el Altiplano boliviano (incluye una pequeña parte del Perú según el WWF).
- Yungas del sur. Se encuentra entre el Gran Chaco y los Andes argentinos y bolivianos.

## Yungas peruanas
Dentro de la geografía del Perú existe una diferencia entre las regiones Yunga y Yungas. Yunga se considera una región natural a ambos flancos de los Andes peruanos, el lado occidental hacia el litoral se denomina Yunga marítima y el lado oriental hacia la selva Yunga fluvial, hasta una altura de 2,300 m s. n. m.
Yungas en cambio es la o las ecorregiones de selva y bosque montano desde los 1,000 a 3,500 m s. n. m., por lo que se circunscribe al flanco oriental especialmente. Este concepto tiene una analogía más próxima con las Yungas de Bolivia y Argentina. Se considera a esta región como la de mayor biodiversidad endémica del Perú.

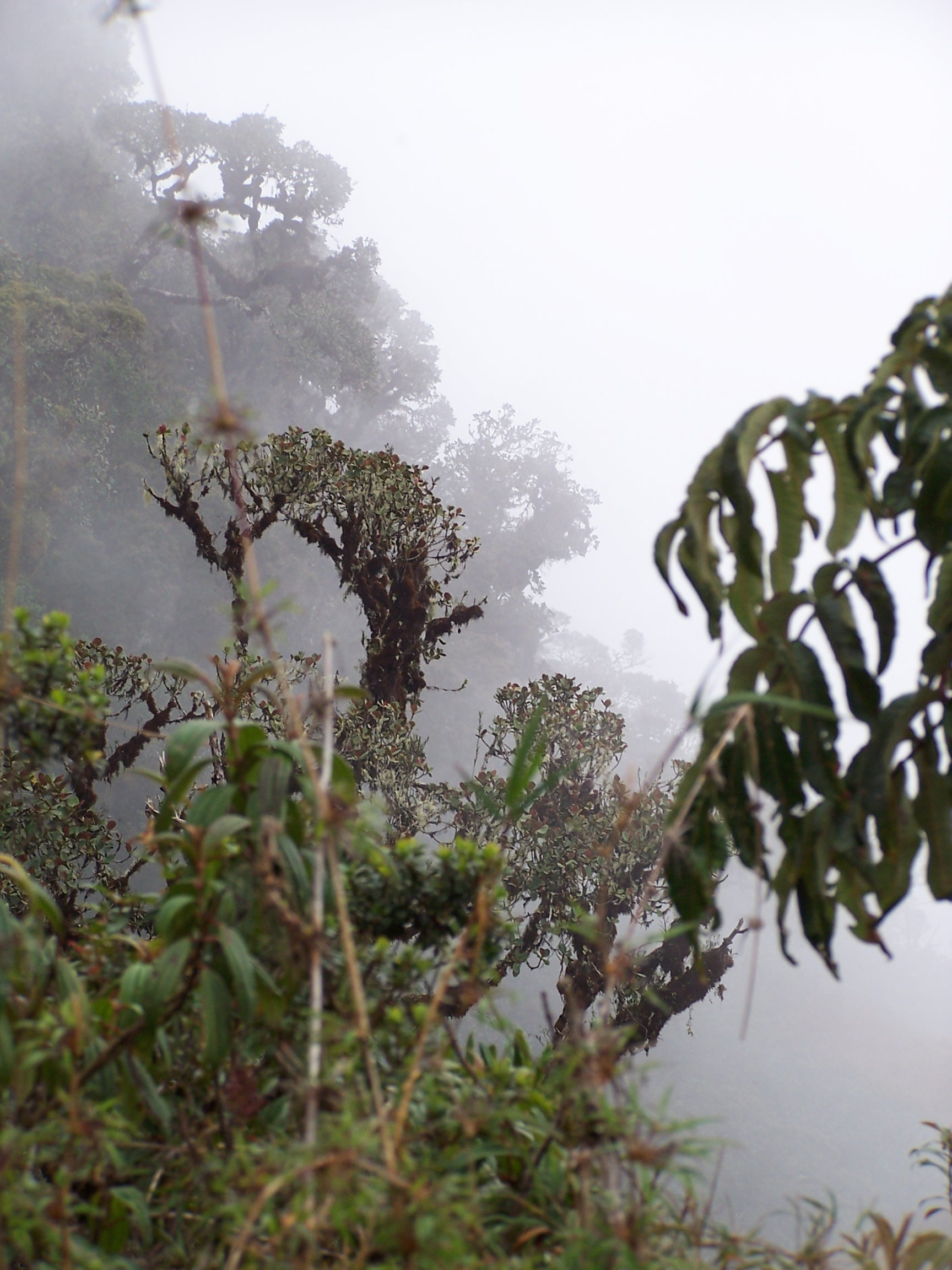
Los Yungas cerca de La Paz.

## Los yungas bolivianos
En Bolivia, el término los Yungas se usa específicamente para designar una región que contempla las montañas y valles lluviosos, zonas boscosas y empinadas al este de los Andes, por ejemplo al noreste de la ciudad de La Paz.
Biogeográficamente los Yungas bolivianos conforman la ecorregión más diversa de Bolivia, en cuanto a diversidad biológica, variedad topográfica y climática. Las precipitaciones van desde los 800 mm de los valles secos en la provincia de Inquisivi hasta más de 7000 mm, por ejemplo al sur de Villa Tunari.

## Las yungas argentinas

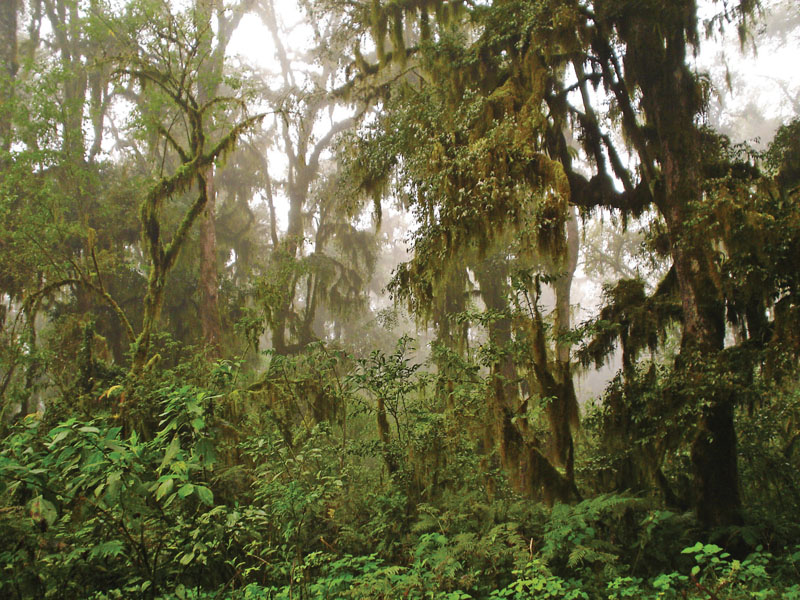
Yungas en la Provincia de Salta, Argentina.

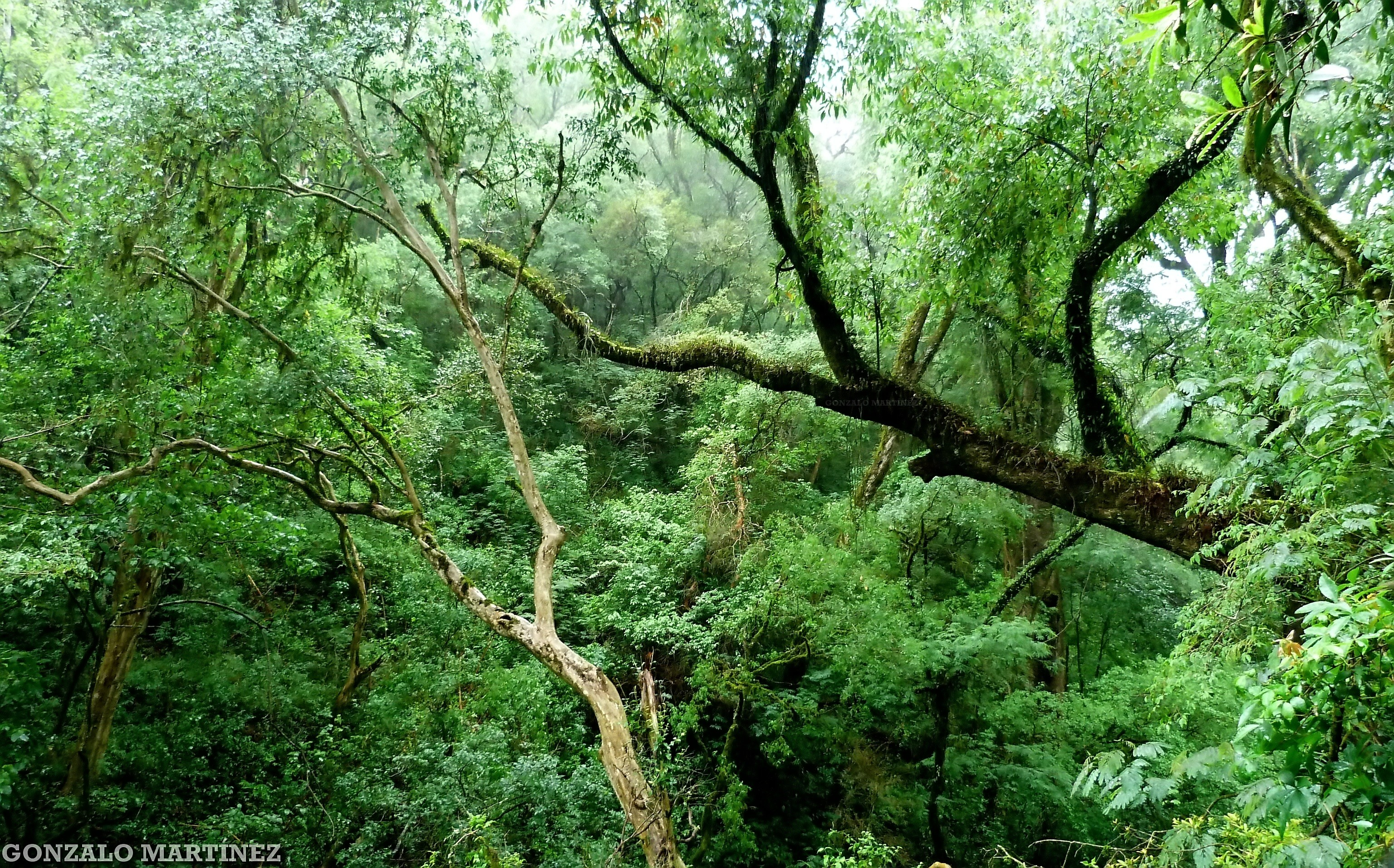
Selva montana de las Yungas en Provincia de Catamarca, Argentina.

Las Yungas argentinas forman parte de las Yungas del sur, ecorregión llamada Yungas andinas del sur por el WWF. Son conocidas también como Selva tucumano-oranense (entre otros nombres) e incluye bosques de montaña argentinos y bolivianos. 
El clima es tropical de tipo valle mesotérmico, con una temperatura media de 22 °C y presenta un rango de variación climática bastante diferenciado entre las estaciones de verano y la de invierno, con un marcado régimen monzónico (estacional) de distribución de las precipitaciones; en época de verano su temperatura puede superar los 50 °C en tanto en el invierno se puede llegar a temperaturas cercanas a 10 °C e incluso menos en las áreas más altas.
Las mayores temperaturas ocurren entre noviembre y marzo, mientras que las más bajas se dan entre junio y agosto, cuando también ocurre con mayor frecuencia el fenómeno de los surazos (masas de aire frío provenientes del sur), que pueden generar las temidas heladas, cuando la temperatura puede llegar con facilidad hasta los 0 C°.
Esta región puede dividirse en tres subregiones por su altitud:
- Selva Pedemontana
- Selva Montana
- Bosque Montano

Desde la frontera con Bolivia hasta el norte de Catamarca, sobre las laderas de las montañas andinas que miran hacia el este, se desarrolla un ambiente particular, relativamente pequeño en extensión: las yungas. En verano, el relieve provoca la precipitación de los vientos húmedos que provienen del océano Atlántico, en un fenómeno llamado lluvia orográfica.
Con la altura, se forman franjas de distinta intensidad de precipitaciones: mayores al pie de las montañas y menores a medida que se asciende. Por esta razón, también se forman pisos de vegetación: la selva pedemontana o de transición, la selva montana y el bosque montano. En el piso inferior, que tiene algunos elementos del Chaco seco, la selva es poco densa con predominio de árboles de gran porte como la tipa, el palo blanco y el timbó.
Al ascender hacia la selva montana, se encuentra la vegetación más rica de este ambiente, una mezcla de árboles y de arbustos cubiertos por epífitas, lianas y bejucosque que la hacen de muy difícil tránsito. En ese piso sobresalen el cedro salteño, el nogal y el laurel, todos árboles de gran valor maderable. Más arriba, la selva se transforma en el bosque montano, que tiene variedad de especies, donde aparece el pino del cerro y, muchas veces formando asosiaciones casi puras, el aliso.
Aun cuando las precipitaciones se concentran en el verano, durante el invierno la selva y el bosque montanos captan la humedad de las nubes por la condensación en las hojas y los troncos, que gotean continuamente hacia el suelo, aportando a veces casi un tercio de las necesidades de agua de la vegetación.

### Características generales
La Yunga se encuentra constantemente humectada por intensas lluvias o por una bruma constante (baritu), lo cual implica la existencia de un complejo bioma. En el norte de Argentina se prefiere el uso de la palabra yunga o la yunga y tal bioma ha tenido como sinónimo el nombre de selva tucumano-oranense, sin embargo esta segunda denominación ha caído en desuso por inexacta. 
De la yunga es el clima húmedo donde se encuentra al noroeste del territorio argentino.
También llamadas selvas tropicales de montaña o selva tucumano-oranense, las yungas comprenden una delgada franja a lo largo de las laderas orientales de las montañas del norte del país, en las provincias de Salta, Jujuy, Tucumán y Catamarca. Abarcan las laderas escarpadas y los valles, con alturas que van de 500m al este hasta los 2500m sobre el nivel de mar al oeste, en el altiplano puneño. El clima es cálido y húmedo, con una temperatura media anual de 21.5 °C (Estación Meteorológica Orán), siendo la media de junio de 15.5 °C (Estación Meteorológica Aguas Blancas). Sin embargo, las temperaturas y las condiciones ambientales no son constantes latitudinal ni altitudinalmente, siendo las variaciones locales muy marcadas. La hidrografía se caracteriza por estar conformada por ríos de montaña, la mayoría de ellos con variaciones estacionales de caudal, siendo la época de caudales máximos entre diciembre y marzo, mientras que los caudales mínimos (estiaje) se producen en los meses de septiembre y octubre.

### Fauna
En las yungas, habitan una serie de animales, entre ellos: el tapir, el pecarí, el agutí, el lobito de río, la comadreja colorada, el mono caí, el yaguareté, el zorro de monte, el hurón mayor, el coatí, los cuyes, la marmosa, el zorro colorado, el gato de pajonales y aves como la bandurria boreal, el boyero ala amarilla, el cóndor andino, el cerquero de collar, la calancate cara roja, entre otras.

## Bosques andinos del norte

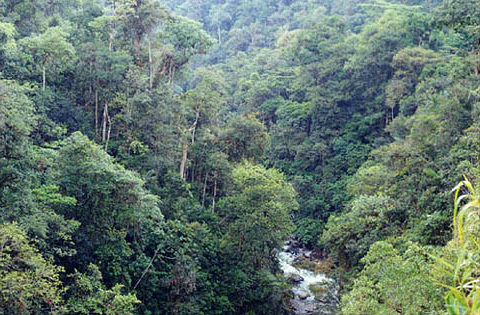
Parque nacional Podocarpus en Ecuador.

Los bosques montanos de los Andes septentrionales conforman una ecorregión que se extiende por Colombia, Venezuela, Ecuador y norte del Perú. Son selvas y bosques de niebla, de tropicales a fríos (según la altura), de gran biodiversidad, poco estudiados y que sufren de depredación. Se considera que la tala ha afectado al 70% del bosque andino ecuatoriano y al 96% del colombiano. El denso sotobosque está poblado de epífitas, musgos, bromeliáceas y orquídeas. No tiene una altitud definida, aunque se consideran de los 1000 a 3500 m s. n. m. aproximadamente en áreas tropicales, limitando con los páramos altoandinos, y de 1500 a 2500 m s. n. m. en áreas subtropicales. A veces se subdivide en bosque subandino, andino y altoandino o de niebla. La niebla se presenta a una altitud variable dependiendo de la región.

## Pisos altitudinales
Las Yungas pueden dividirse en distintas zonas según su altitud. Aunque existen muchas denominaciones según los autores y usos de cada país andino, en líneas generales se suele distinguir entre un piso montano bajo más cálido, de bosque denso con vegetación de mayor porte y un piso montano alto más relacionado con la flora y fauna andina.

### Piso inferior (selva de montaña)
La zona baja de las Yungas posee un clima de tropical a subtropical, lluvioso y nuboso, con altitudes promedio entre los 300-1000 m s. n. m. y los 2000-2500 m s. n. m. Tiene gran biodiversidad. La vegetación es de selva húmeda o estacional, cuyo dosel tiene una altura menor al de la selva amazónica. Los árboles están cargados de epífitas como bromeliáceas, orquídeas, helechos y musgos, y el sotobosque es hábitat de muchas aves. El bioma al que pertenece es el de la selva montana tropical y subtropical de hoja ancha.
Existen muchas denominaciones para esta zona, como Selva de montaña o Bosque de neblina. En Bolivia viene a ser el Bosque húmedo tropical de los Yungas, y en Perú equivale a la Selva alta o Ceja de selva (regiones de Rupa-Rupa y Yunga fluvial). 
En Argentina es la Selva de las Yungas o Selva tucumano-oranense, entre otros nombres.
En Ecuador, Colombia y Venezuela es el Bosque andino o Bosque de niebla, y la Comunidad Andina emplea términos que definen macrogrupos como el Bosque montano de los Andes del norte, Bosque siempreverde subandino de la Amazonía, Bosque montano pluvial de los yungas y Bosque subandino Boliviano-Tucumano para el sur.

### Piso superior (bosque y matorral andino)
La zona alta de las Yungas es una franja contigua a la Puna o a la serranía de pastizales que posee un clima de templado a frío, lluvioso o estacional, parcialmente nuboso, con altitudes promedio entre los 2000-2500 y los 3000-3800 m s. n. m. La vegetación es de pajonales andinos, arbustos como el Gynoxys o de matorral xerófilo, mientras que el bosque está formado por una línea de árboles (timberline) de menor porte, generalmente de Polylepis (queñua) y otros géneros como Clusia y Podocarpus, acompañados de epífitas. El bioma de esta región es un ecotono o zona intermedia entre la pradera y matorral de montaña y la selva montana. 
Hay varias denominaciones, tales como Bosque enano (elfin forest) o Monte chico. En Bolivia es la Ceja de monte yungueño. En Perú no hay un nombre concreto, aunque se le puede relacionar con la región Quechua oriental. En Argentina es el Bosque montano o Monte de sierras. En Ecuador es la Ceja andina o Ceja de montaña, términos no exclusivos. En Colombia y Venezuela es el Bosque altoandino. La Comunidad Andina los llama, dependiendo de la vegetación predominante en la zona: Bosque altoandino/altimontano o Pajonal arbustivo altoandino/altimontano de Los Yungas.

## Turismo
En Bolivia y Argentina, esta ecorregión natural es cada vez más visitada, particularmente por su exuberancia de aspecto tropical, su alta biodiversidad y sus paisajes, en fuerte contraste con las regiones secas del Gran Chaco y el Altiplano.